# Camila Alves
Camila Araujo Alves coniugata McConaughey (Belo Horizonte, 28 gennaio 1983) è una modella e stilista brasiliana naturalizzata statunitense.

## Biografia
Nata da madre artista e padre agricoltore, passa la giovinezza tra le spiagge di Bahia e le campagne di Minas Gerais. A 15 anni si reca a Los Angeles per far visita ad uno zio e vi rimane. Dopo aver lavorato per quattro anni come donna delle pulizie e cameriera decide che gli Stati Uniti saranno il suo paese.
A 19 anni decide di spostarsi a New York per diventare una modella. Con la madre concepisce una nuova linea di borse. e nel 2010 conduce il programma Shear Genius per il canale Bravo.

### Vita privata
Vive ad Austin (Texas) con il marito Matthew McConaughey con il quale si è sposata il 9 giugno 2012. Hanno tre bambini: Levi (7 luglio 2008), Vida (3 gennaio 2010) e Livingston (28 dicembre 2012).